# Saturn-Arena
Die Saturn-Arena ist eine Mehrzweckhalle in der oberbayerischen Stadt Ingolstadt, die für die Nutzung durch die Eishockeymannschaft des ERC Ingolstadt mitgebaut wurde. Bei Eishockeyspielen bietet sie Platz für bis zu 4.591 Personen (2.495 Steh- und 2.096 Sitzplätze). Bei anderen Veranstaltungen kann die Kapazität für bis zu 6.200 Zuschauer erweitert werden.
Betreiber ist die Stadtwerke Ingolstadt Freizeitanlagen GmbH. die Namensrechte liegen bei MediaMarktSaturn.

## Geschichte
Nachdem das alte Eisstadion an der Jahnstraße in Ingolstadt in die Jahre gekommen war, wurde über längere Zeit über Standorte, Umfang, Nutzungsmöglichkeiten und Betreiber eines neuen Stadions in Ingolstadt diskutiert. Die Halle wurde von dem Architekten Horst Haag aus Stuttgart entworfen.
Die Arena, die auf dem ehemaligen Sportgelände der Pionierkaserne auf der Schanz errichtet wurde, wurde am 3. Oktober 2003 eröffnet. Seit Oktober 2005 steht den Bürgern die Halle auch zum öffentlichen Eislaufen zur Verfügung.

## Anschluss an den ÖPNV
Die Saturn-Arena wird von den Buslinien 52, 58, N10, N19 der Ingolstädter Verkehrsgesellschaft befahren:
| Linie | Laufweg | Takt                                         |
| ----- | --- | -------------------------------------------- |
| 52    | ZOB – Rathausplatz – Saturn-Arena – St. Monika – Audi-Sportpark                                                            | 30-Minuten-Takt Sonn- und Feiertage: 60-Min. |
| 58    | Saturn-Arena – Schwäblstraße – Asamstraße – Fraunhoferstraße – Paul-Wegmann-Halle – Hauptbahnhof-Ost                       | 30-Minuten-Takt Sonn- und Feiertage: 60-Min. |
| N10   | ZOB – Rathausplatz – Saturn-Arena – Ringsee (verkehrt nur Freitags & Samstags, sonst als Linie N19)                        | 60-Minuten-Takt Nachtbus                     |
| N19   | ZOB – Rathausplatz – Saturn-Arena – St. Monika – Ringsee (verkehrt Sonntag – Donnerstag, Freitag & Samstag als N9 und N10) | 60-Minuten-Takt Nachtbus                     |